# Leopoldo Díaz
Leopoldo Díaz (Chivilcoy, Argentina, 1862 - Buenos Aires, 1947) va ser un poeta, advocat i diplomàtic argentí. Un dels impulsors del moviment modernista en la poesia. Va ser acadèmic de nombre de l'Acadèmia Argentina de Lletres, on va ocupar la butaca n.º 10: «Carlos Guido i Spano».

## Obres
- Fuegos fautos (1885)
- Sonetos (1888)
- Bajo relieves (1895)[5]
- Las sombras de Hellas (1902)
- Atlántida conquistada (1906)
- Las ánforas y las urnas (1923)
- El sueño de una noche de invierno (1928)